# Knipex
 (aout 2016).
Knipex est un fabricant allemand de pinces à usage professionnel. Le siège de la société est implanté à Wuppertal-Cronenberg. Knipex est depuis quatre générations une entreprise familiale indépendante gérée par ses propriétaires.

## Histoire
La société a été créée en 1882 par C. Gustav Putsch et était à l'origine une forge. Dans les premiers temps, la fabrication était axée sur les tenailles et pinces de maréchal-ferrant, initialement produites à la main, puis de plus en plus à l'aide de marteaux-pilons et de diverses machines. En 1942, Carl Putsch, représentant la deuxième génération, dépose la marque « Knipex ». Depuis les années 1950, la gamme s'est constamment enrichie de nouveaux types de pinces. Karl Putsch prend la direction en 1954. Les opérations de fabrication s'automatisent alors de plus en plus, et les innovations prennent même une importance croissante. À partir des années 1990, différentes filiales rejoignent le groupe Knipex. La quatrième génération prend alors les rênes de la société. Des agences sont implantées à l'étranger, et plus de 60 % de la production est aujourd'hui exportée dans de nombreux pays du monde entier.

## Gamme de produits
La gamme comprend actuellement une centaine de types de pinces, déclinées au total en plus de 900 versions différant par leur longueur, leur forme et leur finition. Ces pinces sont des types usuels, telles que pinces universelles, pinces coupantes et pinces multiprises, mais aussi plus spécialisées, pour utilisation en électricité et en plomberie ainsi qu'en électronique. La gamme inclut également des outils spéciaux de coupe, dénudage et sertissage pour applications dans l'aérospatiale, l'énergie solaire et la fibre optique. Knipex propose aussi un large éventail d'outils isolés haute tension.

## Effectifs et formation
Knipex emploie plus de 1 300 personnes sur le site de Wuppertal, dont plus de 70 apprentis formés à différents métiers. Un atelier spécial est consacré à la formation industrielle des apprentis. Des cours de formation générale sont en outre proposés à tous les apprentis.

## Fabrication
Outre la spécialisation dans les pinces, la stratégie de la société mise sur une fabrication totalement réalisée en interne. L'idée sous-jacente est de pouvoir agir directement sur toutes les caractéristiques affectant la qualité des produits, telles que précision, dureté et facilité d'emploi. En plus du forgeage au marteau-pilon, qui dispose de son propre atelier d'outillage, la production comprend aussi de l'usinage (brochage, perçage, fraisage et rectification) ainsi que de l'usinage laser. L'assemblage des deux branches des pinces – typiquement réalisé par rivetage – est suivi de plusieurs traitements thermiques (trempe et revenu) ainsi que de divers traitements de surface (chromage, peinture, polissage).

## Le groupe Knipex
Knipex est la société parente à l'origine du groupe Knipex, employant au total plus de 2 000 personnes dans quatre sociétés de production allemandes et comptant un certain nombre de sociétés de vente à l'étranger, notamment aux États-Unis, en Russie, au Japon, au Mexique et en Chine ainsi qu'au Moyen-Orient.

## Le musée Knipex
La société abrite un musée de deux étages exposant des machines, outils, postes de travail et objets du quotidien et montrant quelles étaient par le passé les conditions de travail et de vie dans cette région de l'industrie de l'outillage. Le musée est ouvert au public une fois par an, à l'occasion des 24 h de Wuppertal.

## Sources
- Jürgen Eschmann, 125 Jahre Cronenberger Industriegeschichte, Wuppertal 2015
- F. Langenscheid, P. May (Hg.), Lexikon der deutschen Familienunternehmen, Köln 2014, S. 588f.
- Martin Vogler (Hg.), Weltklasse – Bergische Marktführer. Wuppertal/Remscheid/Solingen 2012.
- Klaus Koch: Weltklasse – Marktführer aus Wuppertal. Girardet Verlag, Düsseldorf 2003,  (ISBN 3-00-012682-1).
- Jürgen Eschmann: Wirtschaftsstandort Cronenberg. Die Unternehmen, die Menschen, die Produkte. Wuppertal 2007, S. 74 ff.